# Allonne (Oise)
Allonne is een gemeente in het Franse departement Oise (regio Hauts-de-France). De plaats maakt deel uit van het arrondissement Beauvais. Allonne telde op 1 januari 2022 1.737 inwoners.

## Geografie
De oppervlakte van Allonne bedroeg op 1 januari 2022 15,45 vierkante kilometer; de bevolkingsdichtheid was toen 112,4 inwoners per km².

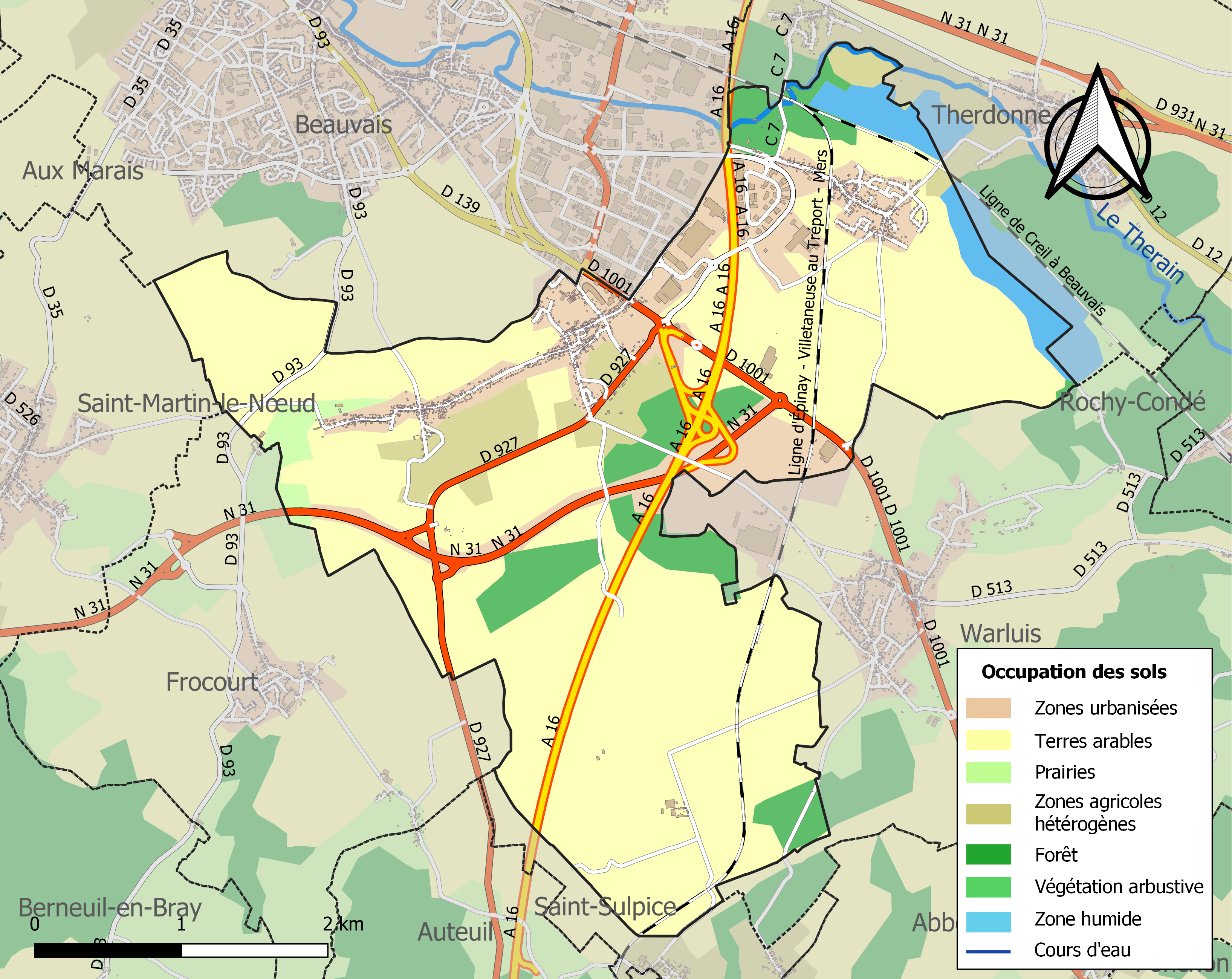
Kaart van de gemeente met belangrijkste infrastructuur, bodemgebruik en omliggende gemeenten

## Verkeer en vervoer
In de gemeente ligt spoorwegstation Villers-sur-Thère.

## Demografie
Onderstaande figuur toont het verloop van het inwonertal (bron: INSEE-tellingen).